# 1380 Volodia
1380 Volodia è un asteroide della fascia principale. Scoperto nel 1936, presenta un'orbita caratterizzata da un semiasse maggiore pari a 3,1545386 UA e da un'eccentricità di 0,0965518, inclinata di 10,47737° rispetto all'eclittica.
L'asteroide è stato dedicato a Vladimir Vesselovskij, un bambino nato la stessa notte in cui l'asteroide fu scoperto.